# Теракт в Куньмине
Террористический акт в Куньмине — террористический акт, совершённый 1 марта 2014 года на железнодорожном вокзале в городе Куньмин, административном центре провинции Юньнань на юге-западе Китая.

## Теракт
Нападение произошло 1 марта на железнодорожном вокзале города Куньмин около 21:20 по пекинскому времени (17:00 по московскому). Группа из десяти мужчин, вооружённых ножами длиной 60—70 сантиметров, в масках и в чёрной одинаковой одежде, ворвалась на железнодорожную станцию и напала на пассажиров, находящихся на площади и в зале перед билетными кассами. В результате атаки к шести часам утра 2 марта погибли 29 человек, 143 было ранено. Иностранцев среди пострадавших нет. Участок железной дороги был оцеплен. Все поезда отбыли из Куньмина, возобновилась стабильная обстановка. Силы полиции уничтожили четырёх нападавших, причём их уничтожил за 15 секунд один китайский спецназовец из автоматической винтовки. После предупредительных выстрелов в воздух спецназовец открыл огонь по террористам. Первой раненой оказалась женщина в парандже, которая была от полицейского всего в двух метрах и собиралась на него напасть. Четверо сотрудников правоохранительных органов прибыли к месту происшествия через 10 минут после поступления сигнала о происшествии. Одну террористку удалось задержать и позже она была доставлена в больницу.
По сообщению государственного комитета по делам здравоохранения и планового деторождения КНР, 20 из 143 пациентов, пострадавших от теракта находятся в критическом состоянии. Были проведены 104 экстренные операции и направлены дополнительно 5 специалистов-медиков для оказания медицинской помощи пострадавшим. Количество врачей, направленных в Куньмин, достигло 31 человек.

## Следствие
Обвинения в осуществлении теракта были предъявлены уйгурским сепаратистам из Синьцзян-Уйгурского автономного района. На это указывают улики, обнаруженные полицией на месте происшествия. 3 марта в Хунхэ-Хани-Ийском автономном округе в 280 километрах от Куньмина были задержаны три члена группировки, подозреваемой в нападении. Согласно заявлению министерства общественной безопасности КНР, к организации теракта были причастны восемь человек: шестеро мужчин и две женщины. Руководил группировкой некий Абдурехим Курбан.
Как сообщил, Цинь Гуанжун, глава партийной организации провинции Юньнань, участники нападения на вокзал ранее пытались покинуть территорию страны для участия в «священной войне». Группа из восьми человек пыталась выехать из Китая в провинциях Юньнань (на границах с Лаосом, Вьетнамом и Мьянмой) и Гуандун (с административными районами Гонконг и Макао). По словам Цинь Гуанжуна, отчаявшись покинуть страну, экстремисты стали планировать нападение на автовокзале или железнодорожной станции в Куньмине. Также он сообщил, что полиция задержала ещё нескольких человек, предположительно знавших о деятельности группировки.

## Реакция
- Китай:

Председатель КНР Си Цзиньпин поручил ряду высокопоставленных чиновников отправиться в Юньнань, чтобы руководить в провинции контртеррористической деятельностью, посетить в больницах пострадавших, а также приказал правоохранительным органам полностью расследовать это происшествие и уничтожить настрой террористов. Премьер Государственного совета КНР Ли Кэцян потребовал найти и наказать предполагаемых террористов, а также в целом усилить меры по предотвращению терактов в общественных местах.
Эрдэни Чойкьи-Гьялпо, Панчен-лама XI, осудил массовое нападение, сказав, что «посягательство на собственную жизнь, жизнь других людей и любых живых существ во все времена влечёт серьёзное наказание». Панчен-лама XI, один из двух почитаемых живых тулку в тибетском буддизме, находится в Пекине для участия в ежегодной сессии Всекитайского комитета Народного политического консультативного совета Китая, высшего совещательного органа КНР.
Люй Синьхуа, пресс-секретарь 2-й сессии ВК НПКСК 12-го созыва, в преддверии открытия ежегодной сессии прокомментировал обстоятельства нападения, сказав, что: «Этот насильственный террористический акт, ставший жесточайшим злодеянием, был спланирован и организован сепаратистскими группировками из Синьцзяна. Бесчеловечное убийство невинных людей, совершённое террористами из Синьцзяна, в полной мере показало их античеловеческую и антиобщественную сущность. Подозреваемые будут сурово наказаны в соответствии с законом».
- ООН:

Генеральный секретарь ООН Пан Ги Мун опубликовал через своего представителя заявление, в котором резко осудил произошедший теракт и выразил надежду на то, что его зачинщиков привлекут к ответственности по закону. В своём выступлении Пан Ги Мун выразил соболезнования членам семей жертв теракта и пожелал раненым скорейшего выздоровления: «Для убийства невинных мирных жителей не может быть никакого повода. Надеюсь, что зачинщиков теракта как можно скорее привлекут к ответственности по закону».
Совет Безопасности ООН решительно осудил теракт и подчеркнул необходимость привлечения виновных к ответственности. В заявлении, опубликованном на сайте организации, выражается глубочайшее сочувствие и соболезнования жертвам и их семьям, и говорится, что «члены Совета Безопасности подчёркивают необходимость привлечения исполнителей, организаторов и тех, кто финансировал и спонсировал это террористическое нападение, к ответственности, и призывает все государства, в соответствии с их обязательствами по международному праву и резолюциями Совбеза, активно сотрудничать со всеми органами власти по этому делу».
- Республика Корея:

Заместитель министра иностранных дел Южной Кореи Ли Гёнсу заявил, что правительство Республики Корея осуждает теракт в Куньмине. В ходе встречи с послом Китая в Южной Корее Цю Гохуном, Ли Гёнсу сказал, что «Южная Корея направила свои глубокие соболезнования и сочувствие невинным жертвам и тем, кто получил ранения и потерял родных в результате теракта». Также он заявил, что правительство и народ Южной Кореи разделяют чувства китайских граждан, вызванные данным терактом, и верят в то, что Китай во главе с правительством быстро и должным образом урегулирует ситуацию.
- ШОС:

Исполнительный комитет Региональной антитеррористической структуры Шанхайской организации сотрудничества решительно осуждает произошедший теракт в Куньмине и выражает соболезнования родственникам жертв и пострадавших. В сообщении говорится, что «Исполнительный комитет РАТС ШОС считает, что эскалация терроризма, сепаратизма и экстремизма несут угрозу международному миру и безопасности, а также осуществлению прав и свобод человека. Независимо от мотивов, по которым был совершён теракт, все преступники должны быть привлечены к ответственности. В условиях изменяющейся обстановки в сфере безопасности, Исполком РАТС ШОС усилит координацию деятельности государств-членов ШОС в борьбе с терроризмом, сепаратизмом и экстремизмом, а также усилит совместные меры по обеспечению региональной безопасности. В отношении данного происшествия, Исполком будет поддерживать тесные контакты с китайской стороной, и по требованию китайской стороны, будут запущены все механизмы сотрудничества по обмену оперативной информации, а также по проведению оперативно-розыскных мероприятий».
- Россия:

Президент России Владимир Путин выразил соболезнования председателю КНР Си Цзиньпину в связи с терактом, а также выразил готовность сотрудничать в борьбе с терроризмом. В сообщении пресс-службы, говорится, что «глава российского государства решительно осудил это чудовищное преступление и выразил готовность к дальнейшему всемерному сотрудничеству с КНР в деле борьбы с терроризмом. Владимир Путин передал слова сочувствия и поддержки родным и близким погибших, пожелания скорейшего выздоровления всем пострадавшим».
Председатель ЦК КПРФ Геннадий Зюганов выразил соболезнования генеральному секретарю ЦК КПК товарищу Си Цзиньпину. В послании Зюганов от имени партии осудил теракт, сказав, что "мы решительно осуждаем кровавый акт сепаратистов. Выражаем искренние соболезнования семьям погибших и поддержку пострадавшим. Уверены в том, что преступники понесут заслуженное наказание. КПРФ будет и впредь способствовать развитию всестороннего сотрудничества между нашими странами, в том числе в совместной борьбе против терроризма и насилия.
- Европейский союз:

Верховный представитель ЕС по иностранным делам Кэтрин Эштон потрясена сообщениями о многочисленных жертвах и пострадавших, сказав в сообщении пресс-службы, что «никогда не может быть никакого оправдания для таких отвратительных преступлений».
- Армения:

Президент Армении Серж Саргсян направил телеграмму соболезнования Си Цзиньпину. Саргсян передал слова сочувствия и поддержки родным и близким погибших, пожелания скорейшего выздоровления всем пострадавшим, сказав, что «мы строжайшим образом осуждаем любое проявление терроризма и уверены, что преступники понесут справедливое наказание».
- Азербайджан:

Президент Азербайджана Ильхам Алиев выразил соболезнования Си Цзиньпину. В послании говорится, что "глубоко опечалены известием о многочисленных человеческих жертвах в результате террористического акта, совершённого в городе Куньмин. Мы крайне возмущены этим кровавым событием, решительно осуждаем все проявления терроризма, поддерживаем всеобщую борьбу с терроризмом. В связи с произошедшей трагедией от себя лично и от имени народа Азербайджана выражаю глубокие соболезнования Вам, семьям и близким погибших, всему народу Китая, желаю выздоровления раненым.
- Казахстан:

Президент Казахстана Нурсултан Назарбаев направил телеграмму соболезнования Си Цзиньпину. В телеграмме Назарбаев отметил, что с глубокой скорбью воспринял трагическую весть о многочисленных невинных жертвах и пострадавших: «Хочу подчеркнуть, что преступлениям против человечности никогда не будет оправдания, и Казахстан строго осуждает подобные жестокие действия. Международное сообщество должно объединить усилия в деле искоренения зла и нейтрализации современных угроз». Назарбаев также выразил глубокие соболезнования Си Цзиньпину и семьям погибших, а также пожелал скорейшего выздоровления всем пострадавшим.
- Кыргызстан:

Президент Кыргызстана Алмазбек Атамбаев выразил соболезнования Си Цзиньпину. Атамбаев отметил, что с чувством глубокой скорби воспринял известие о многочисленных жертвах в результате теракта. Он передал слова сочувствия и поддержки родным и близким погибших, пожелания скорейшего выздоровления всем пострадавшим.
- Таджикистан:

Президент Таджикистана Эмомали Рахмон направил телеграмму соболезнования Си Цзиньпину. Рахмон, решительно осудив данное преступление, отметил, что «эта трагедия в очередной раз доказала, что борьба против терроризма становится важной и совместной задачей всего человечества. Мы в Таджикистане готовы к тому, чтобы совместно с мировым сообществом прилагать все усилия для искоренения этого зла». Также он передал слова искреннего и глубокого сочувствия родным и близким погибших.
- Беларусь:

Президент Беларуси Александр Лукашенко выразил соболезнования Си Цзиньпину. В сообщении пресс-службы, говорится, что: «Президент Беларуси А. Лукашенко от имени белорусского народа и себя лично выразил искренние соболезнования председателю КНР Си Цзиньпину, родным и близким погибших в связи с жестоким террористическим актом на железнодорожном вокзале города Куньминь провинции Юньнань, пожелал скорейшего выздоровления пострадавшим».